# Henry de Monfreid
Henry Monfreid, nascut a La Franqui, la comuna Leucata (Aude), el 14 de novembre de 1879, i mort el 13 de desembre de 1974 a Ingrandes (Indre), va ser un aventurer i escriptor francès. Durant molts anys va ser membre del Comitè d'Honor del gremi europeu de raids. Tenia vincles personals amb Catalunya Nord i parlava correntment el català.
El fons dels arxius de Henry Monfreid va ser donat al Departament de mapes i plànols de la Biblioteca Nacional de França

## Biografia
Monfreid era fill de George-Daniel de Monfreid, pintor, gravador i col·leccionista d'art, i de Marie-Emilie Bertrand. En la seva infància va conèixer els pintors Henri Matisse i Paul Gauguin, un amic proper del seu pare a partir de 1887. Més tard es va convertir en amic del pare Teilhard de Chardin es van trobar el 1926 a bord del vaixell Angkor durant un creuer entre Marsella i la Xina. Es va convertir a l'Islam mentre feia de contrabandista
En acabar els estudis al Liceu de Carcassona, a petició materna decidí preparar-se per a la prova d'ingrés a l'École polytechnique, cosa que feu al Lycée Louis-le-Grand de París. Malgrat tot, suspengué l'examen de nivell. L'any 1901 tallà els lligams amb la família i per sobreviure feu petites feines i encàrrecs (venedor ambulant, xòfer, controlador de qualitat de llet..). Contragué la brucel·losi i del llit estant, tement per la vida, decidí que li calia canviar de vida car no volia ser el perfecte "petit épicier de Montrouge"
Deixà l'esposa, "et surtout décide de partir à l'aventure". ["i sobretot decideix llançar-se a l'aventura"]. L'any 1909 feu les paus amb la seva família i se'n tornà a viure amb el seu pare, el col·leccionista d'art Georges-Daniel de Monfreid, a Cornellà de Conflent (Catalunya Nord), on conegué Freudenfeld, una estudiant alemanya, amb qui es casà.
El 1910 però, s'assabentà que podia treballar de comptable a la factoria o punt comercial de Djibouti (en mans franceses) i deixà la metròpoli per salpar cap al mar Roig, on arribà el 1911 com abans havien fet Arthur Rimbaud i d'altres. Un cop allí es dedicà al negoci del cafè i les pells, alhora que bastia els seus propis Daus, tot i que seu vaixell més conegut, l'Altaïr, fou de construcció especialment complexa atès que, endemés, emprava el sistema de l'aparell proa-popa. A partir d'aleshores (any 1921) Monfreid navegà per tota la Mar Roja. Gràcies als coneixements profunds de les rades, els ancoratges i la costa de Xeikh Said se l'encomana dur a un fotògraf el gener del 1914 en missió d'espionatge. Per certs fets desafortunats, fou condemnat i obligat a servir com a voluntari a la Primera Guerra Mundial. L'any 1915 va ser dispensat del servei i tornà al món dels negocis. Més endavant s'uní a l'organització Croix de Feu
Tornà a l'Àfrica i hi portà vida de contrabandista. El 1914 es convertí a l'islam, la qual era la religió pròpia de tots els seus mariners. Es feu circumcidar i prengué el nom d'Abd-el-Haï (l'esclau dels vius). En Guillaume de Monfreid esmena que la conversió fou al capdavall una qüestió de circumstàncies, i afirmà posteriorment: "no crec pas que Monfreid fos més devot a un ritu que a d'altres, car ell no era pas d'aquells homes gaire espirituals. Tenia massa embolics i era massa aventurer; a més creia que [fer] aquest pas no el mancava de cap llibertat."
Traficà amb nombrosos carregaments, com perles (de fet havia creat cultius de perles, però els abandonà quan sabé que els japonesos havien descobert els secrets del cultiu de perles), armes, haixix, morfina (que comprava a un conegut laboratori alemany i posteriorment venia als egipcis). També feu certes missions d'espionatge per al govern francès. Per totes aquestes accions, fou engarjolat més d'una vegada i arribà a provocar un conflicte diplomàtic el 1928. Fins i tot explicava com havia encarregat un lot de 8.000 espardenyes a Perpinyà per vendre-les. Un altre afer mai aclarit és si va participar en l'esclavatge de l'Àfrica cap a Aràbia; ell sempre ho desmentí. Comprà una casa a la vila d'Obock, lloc on residí en acabar la primera Guerra Mundial. El casalot era en una cala vora la mar, en una ubicació excel·lent per tal que la seva esposa pogués advertir-lo encenent els llums de la terrassa en cas que els carrabiners estiguessin a l'aguait. Amb els diners de la venda de 12 tones d'haixix a Egipte comprà una farinera i construí una central elèctrica a Etiòpia prop de la mansió que hi tenia.
Monfreid conegué en Paul Vaillant-Couturier així com en Joseph Kessel. Kessel l'aconsellà i l'encoratjà a que escrigués les seves aventures a les aigües de la Mar Roja, el litoral de la Banya d'Àfrica i a l'estret de Bab el-Màndeb (‘La porta del plaer’ en àrab), així com totes les novetats, observacions marítimes i etnològiques que Monfreid considerés interessants. A més a més inclogué comentaris cínics sobre l'explotació dels esclaus i el contraban de diverses substàncies com l'haixix o la morfina. Les seves novel·les foren de gran anomenada durant els anys trenta, alhora que feia de corresponsal de premsa per a le Petit Parisien
Durant la conquesta d'Etiòpia el 1935 Henry ajudà els italians, i fou un conseller ben proper al general Rodolfo Graziani, fent tot el possible per conèixer Mussolini i poder unir-se a les tropes italianes. Va participar en diverses missions aèries italianes al territori etíop i va ser ferit en vol (Els guerrers d'Ogaden, 1935).
Després de traslladar-se a Etiòpia, i després de la debacle de l'exèrcit del Duce a la segona guerra mundial, va ser capturat pels britànics i deportat a Kenia. Explica aquesta epopeia al llibre "De Harrar a Kenya". Alliberat, va viure caçant i pescant als vessants del Mont Kenya, episodi que va inspirar altres novel·les com "Karembo". Va tornar a França el 1947 i es va traslladar a una gran casa a Ingrandes, a l'Indre, on va pintar, tocar el piano i sobretot escriure. Els habitants d'aquest petit poble de la "França profunda" romandran en diverses circumstàncies perplexos per la forma de vida de Monfreid, patriarca sense complexos. Així doncs, sent un addicte habitual als opiacis, va al supermercat local per pesar i dividir en dosis diàries els caps de rosella que conrea al seu jardí. El botiguer no veu motius per alarmar-se, sobretot perquè Monfreid és un bon client: compra grans quantitats de mel, la qual cosa li permet combatre el restrenyiment tossut que provoca l'ús diari de l'opi. Un dia, però, algú va aconsellar a Monfreid que denunciés a la gendarmeria que al seu amic Jean Cocteau. Monfreid s'afalaga repetidament en el seu treball de saber desanimar i afalagar meravellosament els funcionaris massa curiosos, mitjançant l'adulació, el mimetisme i la mostra d'aparent bona fe.

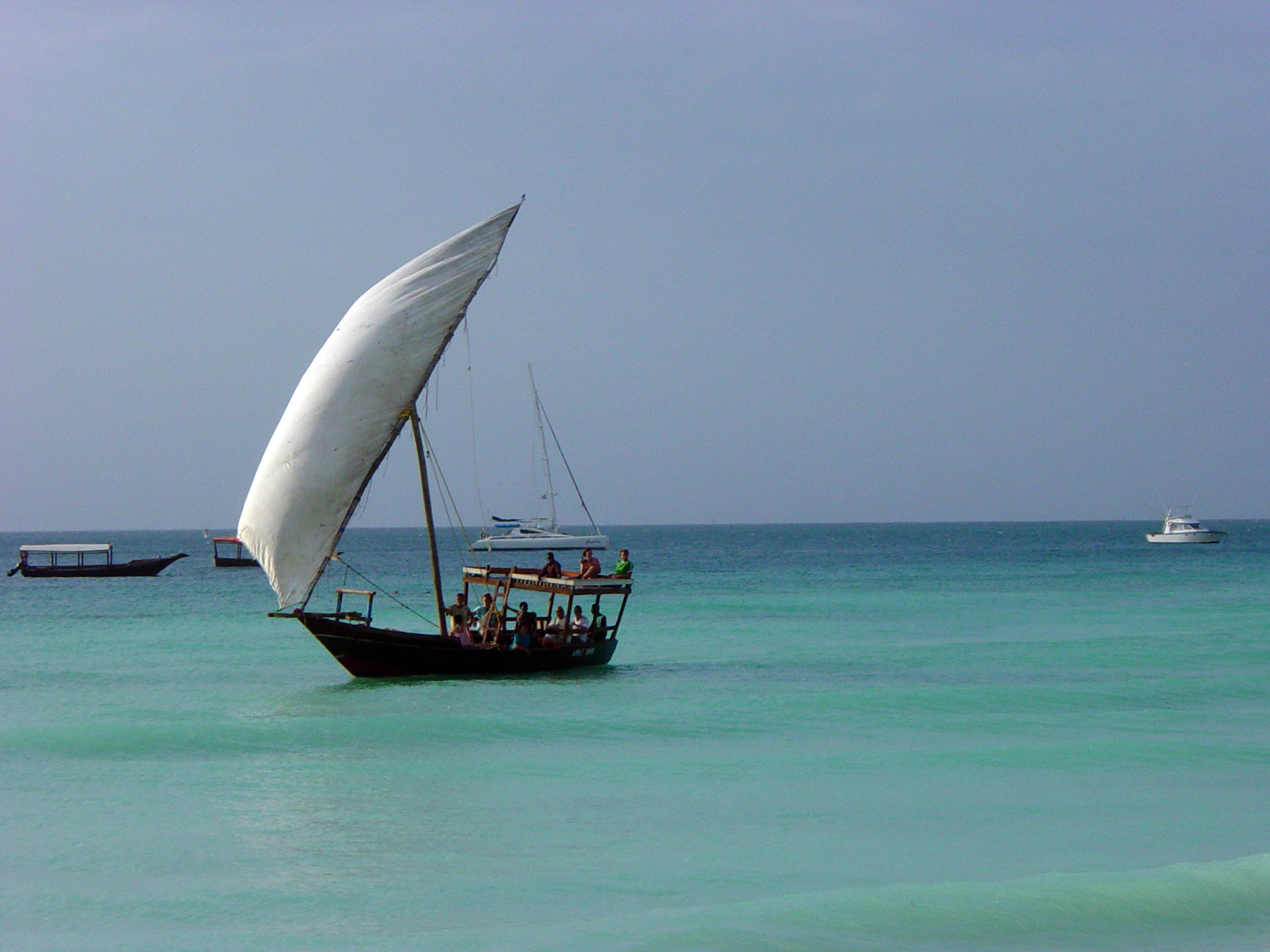
Petit dau emprat per al turisme. Un cop Monfreid escrigué estava ben satisfet i content de transportar ajupides sota coberta un grapat de dones musulmanes des d'Obock fins a Jiddah; segons ell seguint la ruta que mena al hajj. Val a dir que això ho deia perquè així pogué evitar l'interrogatori i escorcoll del cutter patruller de la Royal Navy a Aden, ja que aquests no s'atrevien a ofendre el "haram"; en Monfreid duia un carregament de mercaderies il·legal.

## Obra
- Els secrets del mar Roig (1931)
- Aventures de mer (Grasset, 1932)

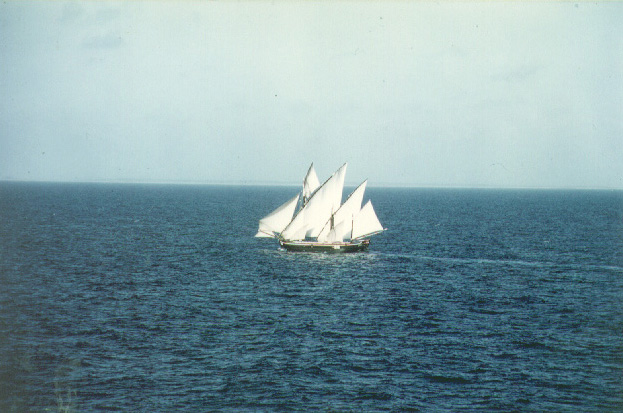
L'Altair de Monfreid, un Dau (dhow en àrab) anant amb vela plena amb el monsó bufant de nord-est a l'estret de Bab el-Màndeb.

- La croisière du hachich (Grasset, 1933)
- Vers les terres hostiles de l'Éthiopie (Grasset, 1933)
- La poursuite du Kaïpan (Grasset, 1934)
- Le naufrage de la Marietta (Grasset, 1934)
- Le drame éthiopien (Grasset, 1935)
- Le lépreux (Grasset, 1935)
- Les derniers jours de l'Arabie Heureuse (N.R.F, 1935)
- Les guerriers de l'Ogaden (N.R.F, 1936)
- Le masque d'or (Grasset, 1936)
- L'avion noir (Grasset, 1936)
- Le Roi des abeilles (Gallimard)
- Le Trésor du pèlerin (Gallimard, 1938)
- Charras (Editions du Pavois, 1947)
- Du Harrar au Kenya (Grasset, 1949)
- L'homme sorti de la mer (Grasset, 1951)
- La vocation de Caroline (L'envers de l'aventure, tome 1) (Grasset, 1953)
- Caroline chez les bourgeois ou l'oncle Locamus (L'envers de l'aventure, tome 2) (Grasset, 1954)
- Ménélik tel qu’il fut (Grasset, 1954)
- Sous le masque Mau-Mau (Grasset, 1956)
- L'envers de l'aventure (Grasset, 10 volumes de 53 à 1970)
- Mon aventure à l'île des Forbans (Grasset, 1958)
- Le Radeau de la Méduse : comment fut sauvé Djibouti, (Grasset, 1958)
- Les Lionnes d'or d'Éthiopie (Laffont, 1964)
- Le Feu de Saint-Elme (Laffont, 1973)
- Journal de bord (Arthaud, 1984)
- Lettres d'Abyssinie (Flammarion, 1999)
- Lettres de la mer Rouge (Flammarion, 2000)
- Sous le masque Mau-Mau (Grasset, 2011)
- Wahanga (Grasset, 2011)

## Oci i cultura popular
En una de les múltiples aventures de Tintin; els Cigars del Faraó, el capità que recull els sarcòfags on es troben en Tintin i en Milú quan són llençats a la Mar Roja està basat en de Monfreid (duu armes i és un traficant).